# Hasankeyf
Hasankeyf (en kurdo: Heskîf; en griego: Kiphas; en turco: Hasankeyf; latín: Cepha; en siriaco: ܚܣܢܐ ܟܐܦܐ Hisna Kayfa) es una antigua ciudad y distrito ubicado a lo largo del río Tigris, en la provincia de Batman, al sureste de Turquía. Fue declarada Área de Conservación Natural por parte de Turquía en 1981. Los kurdos constituyen la mayoría de la población en Hasankeyf. 
Hasankeyf es la zona más popular de la región debido a su riqueza histórica. La ciudad se presenta como evidencia viva de las múltiples facetas culturales de los árabes, los selyúcidas, mongoles y otomanos, y alberga una gran cantidad de restos valiosos del pasado. El lugar es una importante atracción turística con su tesoro ilimitado de las civilizaciones antiguas.
El origen de Hasankeyf se remonta probablemente a tiempos prehistóricos. La ciudad fue el eje de la cultura turca, con sus abundantes institutos educativos y científicos. 
Durante su época dorada, Hasankeyf fue la capital de la Seljucks Artuklu. Una gran fortaleza con estructuras de piedra de caliza fue construida durante aquel tiempo y sus restos son un espectáculo digno de visitar y ver. Otros puntos de importancia en Hasankeyf son el Puente Ancho sobre el río Tigris, la Mezquita Ulu, el Puente de Cizre, la Mezquita de Carsi, las Tumbas de Veysel Karani, Zeynel Bey y de Koc Eyyubi, la Mezquita Rizk y la Mezquita Koc. La mayoría de estas representaciones históricas son símbolos de los gustos arquitectónicos y estéticos de las civilizaciones florecientes.
En la actualidad, los turistas encontrarán habitaciones pequeñas para descansar y comer en las numerosas cuevas de Hasankeyf, pero lamentablemente, gran parte de la ciudad y sus sitios arqueológicos están en riesgo de perderse bajo los cauces de los ríos después de la conclusión del proyecto para el «desarrollo del sureste de Anatolia» (GAP) para la construcción de represas en la región. Por ahora solo la lucha consiste en salvar todo la evidencia histórica que aún queda en la zona. Sin embargo, el gobierno turco tiene previsto anegar la ciudad con las aguas del embalse de Ilısu.

## Historia
Hasankeyf es una ciudad antigua, y se ha identificado con la Ilanṣura de la Tablet Mari (c. 1800 aC). Los romanos construyeron aquí la Fortaleza de Cephe, convirtiéndose en la fortaleza de Kiphas durante el imperio bizantino. 
Fue conquistada por los árabes, en el año 640 a. C., rebautizando la ciudad como Hisn Kay. Sucesivamente, en el siglo XII, la ciudad fue capturada por los Artúquidas y fue nombrada como la nueva capital. Durante este periodo conocido como la edad de oro Hasankeyf; los artúquidas y los ayúbidas y los Ak Koyunlu construyeron el viejo puente del Tigris, el Pequeño Palacio y el Gran Palacio. La infraestructura, la ubicación y la importancia de la ciudad ayudó a incrementar el comercio razones por las cuales Hasankeyf se convirtió en un punto de parada en la Ruta de la Seda. En 1232, los ayúbidas (descendientes de Saladino) capturaron la ciudad y construyeron un gran número de mezquitas haciendo que Hasankeyf se convirtiera en un centro islámico importante.
Posteriormente, en 1260, la ciudad fue capturada y saqueada por los mongoles. Hasankeyf se levantaba de sus cenizas gracias a la construcción de casas de verano para los emires Ak Koyunlu. En 1504, durante el reinado del rey (shah) Ismail I (r. 1501–1525), los safávidas fundaron la provincia de Diyarbakir, de corta vida, que constaba de seis distritos, incluido Hasankeyf. Tras el ascenso otomano establecido por Solimán I, el Magnífico en la región en el siglo XVI, la ciudad pasó a formar parte del Imperio otomano en 1515, durante la campaña del sultán Solimán de Irak e Irán en el período de 1514-1534, al mismo tiempo que Diyarbakir, Mosul, Bagdad y Basora.

## Población
La actual población de Hasankeyf está compuesta predominantemente de kurdos. Hasta 1980, las familias asirias/sirias y árabes cristianas quienes también tuvieron una presencia en la ciudad, vivían en las cuevas junto al río. Casi toda la población cristiana siriaca fue aniquilada durante el genocidio asirio en la Primera Guerra Mundial, muchas familias sobrevivientes siguieron viviendo en el pueblo, pero a medida que el reciente conflicto turco-kurdo se intensificó emigraron a Francia, Alemania, Suiza y Suecia.

## Sitios arqueológicos
Hasankeyf es rica en historia; a través del tiempo y aparte de los sitios nombrados a continuación; existen miles de cuevas en los acantilados que rodean la ciudad. Muchas de las cuevas son de varios pisos y tienen su propio suministro de agua. Iglesias y mezquitas fueron talladas también en los acantilados y además numerosos antiguos cementerios existen en toda la zona. 
- Viejo Puente del río Tigris, construido en 1116 por el artúquida Fahrettin Karaaslan, que sustituyó a un puente más antiguo. El Puente del río Tigris se considera el más grande de la época medieval. El soporte del puente fue construido con madera en caso de que el puente tenga que ser removido con el fin de evitar ataques. Debido a esto, hoy en día solo existen resto de dos pilares y algunos trabajos de cimentación del puente.
- Ciudadela (Kale), se encuentra 100 metros sobre el río Tigris, con vistas a Hasankeyf. Es probable que la Ciudadela haya sido utilizada como lugar de residencia desde hace siglos.
- Pequeño Palacio,  construido por los Ayúbidas, con vistas a Hasankeyf ya que se encuentra sobre un acantilado.
- Mezquita Ulu, construido por los Ayúbidas en 1325, sobre los restos de una iglesia.
- Gran Palacio, construido por los Artúquidas. Ocupa 2350 m² y tiene una torre rectangular adherida que puede haber sido una torre de vigilancia.
- Mezquita de Rizk, construida en 1409 por el sultán ayubí Solimán y se encuentra en la orilla del río Tigris. La mezquita también tiene un minarete que ha permanecido intacto.
- Mezquita de Solimán, construida por el sultán Solimán, y es casi destruida a excepción de un minarete. También desapareció del lugar la Tumba de Süleyman.
- Mezquita de Koc, situada al este de la mezquita de Solimán y fue construida probablemente por los ayúbidas.
- Mezquita Kizlar, situada al este de la mezquita de Koc, la mezquita Kizlar probablemente también pertenece a la época ayubí. La sección de la edificación que hoy se utiliza como una mezquita, fue un mausoleo en el pasado conteniendo los restos de la tumba.
- Tumba del Imán Abdullah, en forma de cubo se encuentra al oeste del nuevo puente de Hasankeyf. Abdullah era el nieto del Cafer-I Tayyar, tío del profeta Mohammad. La tumba data del siglo XIV y un epitafio en la tumba afirma que la tumba fue restaurada durante el periodo ayubí.
- Mauseleo de Zeynel Bey, nombrado en honor a Zeynel Bey. Está ubicado al lado contrario de Hasankeyf, en el río Tigris. Bey era el hijo del rey Hassan Uzun de la dinastía que gobernó sobre Hasankeyf como parte de la federación Ak Koyunlu en el siglo XV. Zeynel Bey murió en batalla en 1473, y fue enterrado en este mausoleo circular de ladrillo vidriado con azulejos azul marino y turquesa construido por el arquitecto Pir Hasan. El edificio se asemeja en su estilo arquitectónico a los mausoleos en Asia Central. Este santuario ha sido reubicado en el nuevo Parque Cultural Hasankeyf en 2017, reservado para los artefactos históricos afectados por la construcción de la represa Ilısu.

## Impacto de la represa de Ilısu
Con su historia que abarca nueve civilizaciones, la importancia arqueológica y religiosa de Hasankeyf es altamente importante y considerable. Algunos de los tesoros históricos de la ciudad se inundarían si la construcción de la represa de Ilısu es completada. Esto incluye las mezquitas adornadas, las tumbas islámicas e iglesias rupestres.
Según la Asociación Bugday, con sede en Turquía, la Sra. Huriye Kupeli, el prefecto de Hasankeyf, el embajador de Suiza en Turquía y los representantes del consorcio suizo liderado por contratistas del proyecto de la represa han sugerido un lugar cercano adecuado para el patrimonio histórico de Hasankeyf, una operación para la cual el Ministerio turco de Cultura deberá proporcionar 30 millones de euros. 
La amenaza del proyecto de la represa Ilısu llevó al Fondo Mundial de Monumentos a incluir a la ciudad en su 2008 Watch List de los 100 sitios más amenazados del mundo. Se espera que esta lista cree más conciencia sobre el proyecto y solicitar al Consorcio Ilısu que desarrolle planes alternativos que sean más favorables para este sitio de excepcional importancia histórica y cultural.
En diciembre de 2008 las aseguradoras de crédito de exportación en Alemania, Austria y Suiza, anunciaron la suspensión de su apoyo para proyecto debido al impacto ambiental y cultural que ocasionaría y le otorgó al gobierno turco un plazo 180 días para cumplir con las normas establecidas por el Banco Mundial.
Luego de que Europa cancelara los créditos el gobierno de Turquía finalizó la construcción del dique. Naciones Unidas hace más de 5 años que tiene en sus manos el pedido para declarar Patrimonio Histórico de la Humanidad la región.

## Clima
El clima local se ve afectada por el río Dicle que fluye a través de la ciudad y que hace que los inviernos sean más suaves, con las temperaturas más bajas de 6 a 8 °C; los veranos llegan a alcanzar temperaturas desde 40 a 43 °C y la temperatura media anual es de 25 °C. 